# HD 63425
HD 63425 - gwiazda podwójna położona w gwiazdozbiorze Rufy, odległa od Ziemi o ponad 3 tysiące lat świetlnych.
Gwiazdę cechuje bardzo skomplikowane pole magnetyczne, bez wyraźnych dipoli. Zaliczana jest do klasy Tau Scorpii.